# HUGプロエンターテイメント
HUGPROエンターテイメント（登記社名: HUGPRO enterainment合同会社）は岡山県岡山市南区の本社を置く芸能プロダクション。

## 概説
HUGPROエンターテイメントは最初はHUGHUGが芸能プロダクション事業を運営していて2018年12月に運営会社をリードオンに移管していた。2021年にリードオンが芸能マネージメントを廃止に伴い芸能プロダクション事業を撤退で法人化した。

## 所属者
- feel NEO
- Sugar PLUM
- Agrace

### 過去の所属者
- 梶原凪